# Heinrich IX. (Glogau)
Heinrich IX. von Glogau (auch Heinrich IX. d. Ä. von Glogau; * 1389/90; † 11. November 1467 in Crossen) war 1413–1418 gemeinsam mit seinen Brüdern Heinrich X. und Wenzel Herzog von (halb) Glogau. Anschließend war er bis 1423 gemeinsam mit Heinrich X. und danach alleinregierend Herzog von Freystadt und (halb) Glogau und zudem ab 1430/31 Herzog von Crossen.

## Herkunft und Familie
Heinrich entstammte dem Glogauer Zweig der Schlesischen Piasten. Seine Eltern waren Heinrich VIII. und Katharina († 1420), Tochter des Oppelner Herzogs Wladislaus II. Zwischen 1423 und 1430 vermählte er sich mit Hedwig, einer Tochter des Herzogs Konrad III. von Oels. Der Ehe entstammten die Kinder
- Sigmund (1431/32–1458)
- Heinrich XI. († 1476), ⚭ 1472 Barbara von Brandenburg (1464–1515)
- Sohn N. N. (1447–1467)
- Anna († 1483), ⚭ 1454 Johann II. von Rosenberg (1434–1472)
- Hedwig († 1480/82)
- Katharina († 1497)
- Elisabeth

## Leben
Beim Tod des Vaters 1397 waren Heinrich und seine Brüder Johann I., Heinrich X. „Rumpold“ und Wenzel († 1430/31) noch unmündig. Gemeinsam mit ihrer Mutter übernahmen sie die Regentschaft über das ungeteilte Erbe ihres Vaters, standen jedoch zunächst unter der Vormundschaft ihres Onkels Ruprecht I. von Liegnitz. Nachdem 1403 der älteste Bruder Johann I. volljährig wurde, übernahm er die Regentschaft zugleich für seine jüngeren Brüder. 1413 wurde für Johann I. das Gebiet von Sagan ausgegliedert, wobei er zugleich auf die Erbfolge im Glogauer Anteil verzichten musste. Diesen verwalteten ab 1413 Heinrich IX. und seine jüngeren Brüder Heinrich X. und Wenzel bis 1418 zunächst gemeinsam. Bei der in diesem Jahr erfolgten Erbteilung erhielten Heinrich IX. und Heinrich X. das Gebiet von (halb bzw. herzoglich) Glogau und Freystadt, während Wenzel neben Glogau zusätzlich Crossen und Schwiebus erhielt. Da Heinrich X. 1423 und Wenzel 1430/31 starben, wurden alle Gebiete, bis auf Sagan, in Heinrichs IX. Hand vereint. Deshalb wurde er von seinem ältesten Bruder Johann I. angefeindet, der sich jedoch schließlich mit Sagan abfinden musste und 1439 starb. Die Feindschaft Johanns I. führte jedoch sein Sohn Johann II. gegen Heinrich IX. fort.
Heinrich IX. war auf das Wohl seiner Untertanen bedacht. 1429 verpflichtete er die Stadt Grünberg zum Bau einer befestigten Stadtmauer. Zusammen mit dem Münsterberger Herzog Wilhelm, dem Herzog Nikolaus V. von Ratibor-Jägerndorf und Primislaus II. von Teschen bekämpfte er das Raubritterunwesen. 1446 erwarb er von Johann I. von Liegnitz das Herzogtum Lüben, das er seiner unverheirateten Schwester Katharina als Leibgedinge verschrieb. Johanns Bruder Heinrich X. verpfändete ihm im selben Jahr das Herzogtum Haynau.
Am 19. April 1458 trat Heinrich IX. einem Bund bei, dem neben dem Breslauer Bischof Jost II. von Rosenberg und dessen Domkapitel auch die Erbfürstentümer Breslau und Schweidnitz-Jauer auch die Herzöge Konrad X. von Oels und die Saganer Brüder Balthasar und Johann II. sowie Hedwig, die Witwe des Liegnitzer Herzogs Johann I. angehörten. Der Bund richtete sich gegen das böhmische Wahlkönigtum Georgs von Podiebrad, den sie zudem als einen nicht-rechtgläubigen König ablehnten. Ein Jahr später huldigte er ihm zusammen mit weiteren schlesischen Herzögen.
Heinrich IX. starb 1467. Erbe wurde sein einziger noch lebender Sohn Heinrich XI., mit dem die direkte Linie Glogau der Schlesischen Piasten erlosch.